# Liste des monuments aux morts du 5e arrondissement de Paris

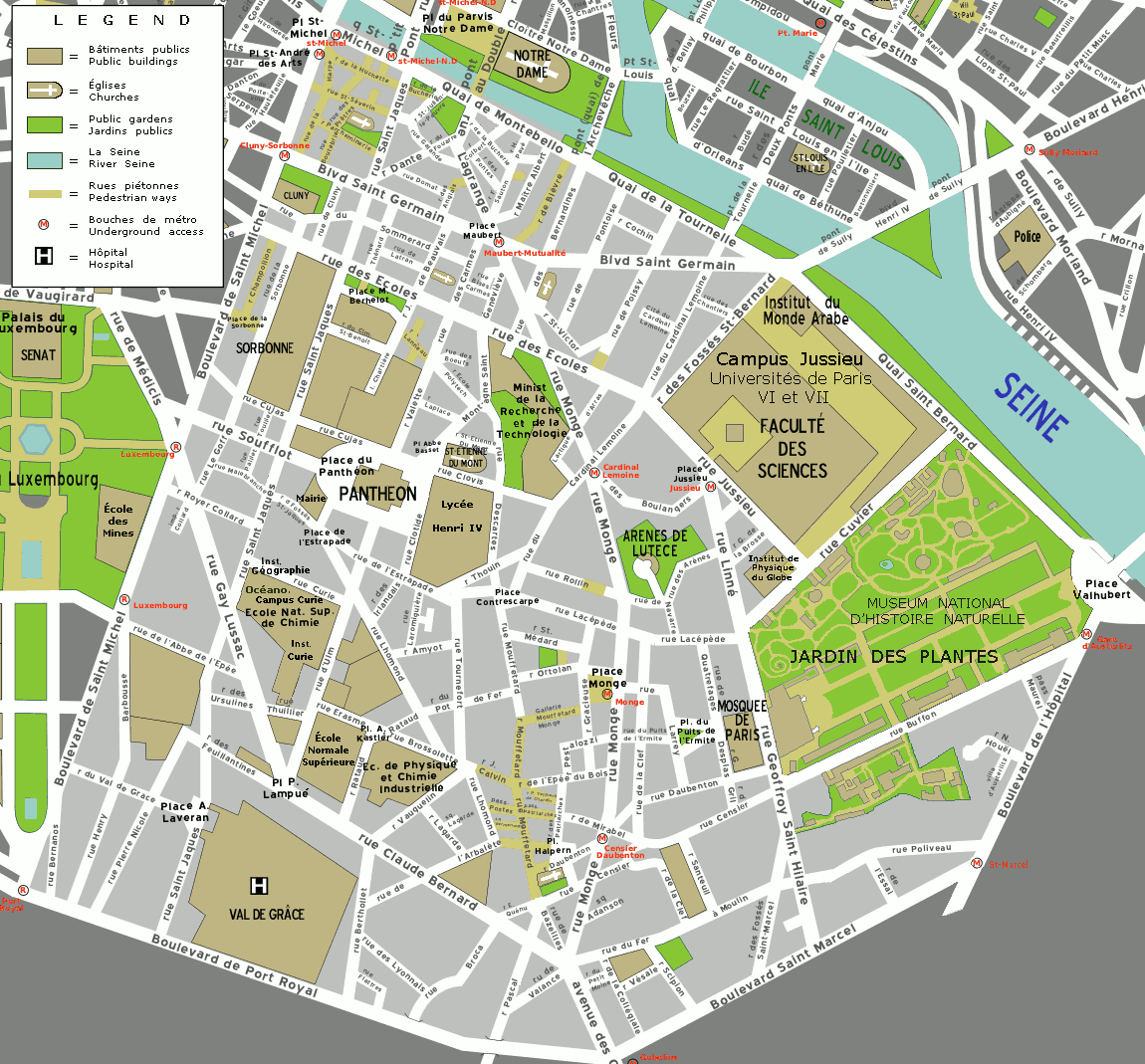
Plan du 5e arrondissement de Paris.

Cet article recense les monuments aux morts du 5e arrondissement de Paris, en France.